# حبيب بن حنش الزهراني

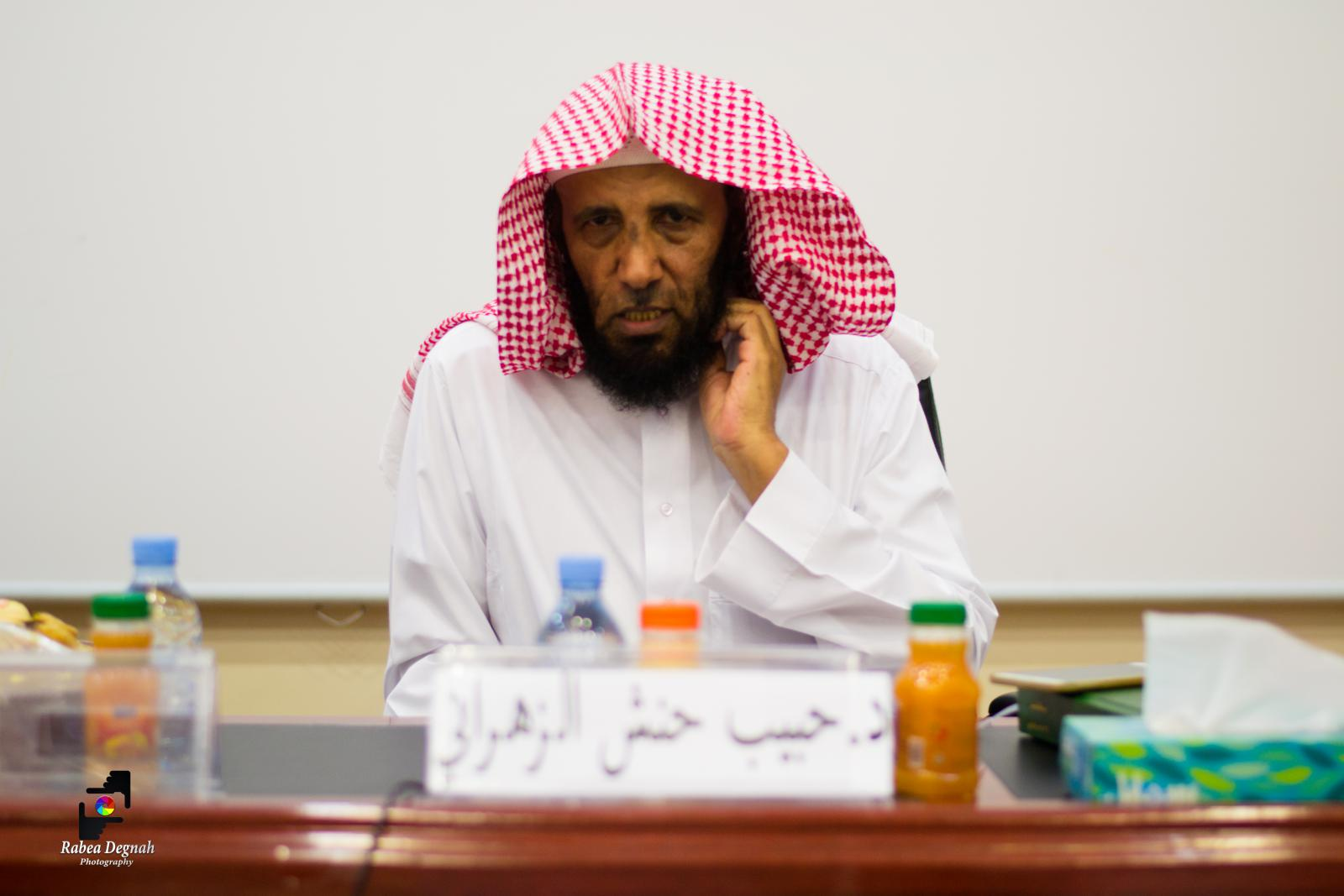

حبيب بن حنش الزهراني، من مواليد عام 1379هـ/1959م في قرية الغُمّد إحدى قرى منطقة المندق في منطقة الباحة. باحث وأكاديمي في جامعة أم القرى بمكة المكرمة.

## التعلّم والعمل
- تلقى تعليمه العام في الباحة.
- حصل على درجة البكالوريوس من جامعة أم القرى.
- تم تعيينه معيدًا بقسم الأدب بجامعة أم القرى عام 1403هـ.
- حصل على درجة الماجستير من جامعة أم القرى عام 1406هـ، وكان عنوان رسالته: (أدب الحنيفية في العصر الجاهلي).
- حصل على درجة الدكتوراه من جامعة أم القرى عام 1412هـ، وكان عنوان أطروحته: (الوحدة الإسلامية في النثر العربي الحديث).
- حصل على رتبة الأستاذية في عمله الأكاديمي بجامعة أم القرى في قسم الأدب بكلية اللغة العربية.[1]

## مؤلفاته
- النزعة الذاتية في المعلقات، مطبعة بهادر، مكة المكرمة، 1418هـ.
- أثر الجدل في أدب الجاحظ، طبع الكتاب مرتين: الأولى: صدرت عن مركز بحوث اللغة العربية وآدابها، والثانية: صدرت عن مركز البحث العلمي وإحياء التراث الإسلامي بجامعة أم القرى بمكة المكرمة.
- الشعر المكي في القرن الثاني عشر الهجري، مجلة جامعة أم القرى، 1416هـ.
- المناظرات الإبداعية في أدب الجاحظ، مجلة جامعة الأزهر، الزقازيق، 1418هـ.
- ملحمة حسين عرب بين الفن والتاريخ، مجلة جامعة الأزهر، المنصورة، 1420هـ.
- أثر الإسلام في شعر ذي الرمة، مجلة جامعة الأزهر، الزقازيق، 1426هـ.
- عمل مستشار غير متفرغ في كل من : مؤسسة النقد السعودي، ووزارتي التربية والتعليم والثقافة والإعلام.[2]